# Berend Kunst

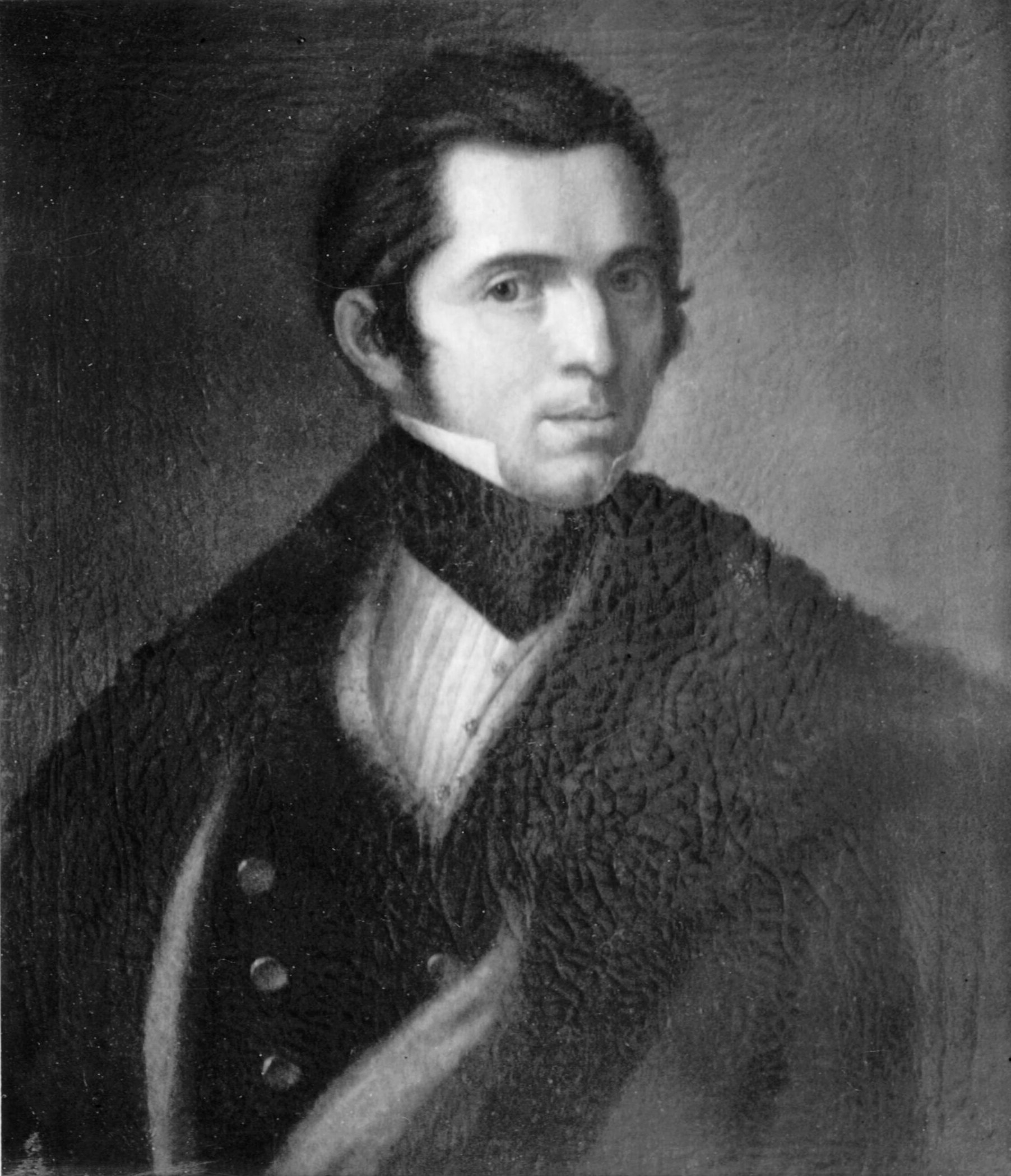
Zelfportret (1833)

Berend Wierts Kunst (Nieuwolda, 21 mei 1794 - Hoogezand, 8 juni 1881) was een Nederlands kunstschilder.
Kunst werd in het Groningse Nieuwolda geboren als zoon van molenaar en bakker Wiert Luitjens Kunst en Jenneke Berents Bakker. In 1816 trouwde hij met Auke Roda. Kunst was net als zijn vader aanvankelijk bakker, maar begon in 1821 als portretschilder. Kort daarop verhuisde het gezin naar Groningen. Hij reisde als schilder door Nederland, Duitsland, Denemarken en Zweden. In 1825 werd hem door het Genootschap tot Bevordering van Teken-, Schilder-, Graveer- en Beeldhouwkunst een prijs toegekend van acht gouden dukaten.
Kunst hield zelf een register bij van de portretten die hij in de periode 1823-1873 maakte, dit boekje is bewaard gebleven. Naast schilderijen maakte hij vooral pasteltekeningen. Onder de geportretteerden onder anderen Hendrik Jan Oosting, burgemeester van Assen, Jan Freerks Zijlker, Tweede Kamerlid, Menno Jan ter Haseborg, later burgemeester van Hoogezand,  Jan Anthony Mulock Houwer, architect, en Evert Reenders, burgemeester van Eenrum.
- Biografisch Portaal: 18351199
- International Standard Name Identifier: 0000 0000 7095 2091
- Nederlandse Thesaurus van Auteursnamen: 070626782
- RKD-Nederlands Instituut voor Kunstgeschiedenis: 46895
- Union List of Artist Names: 500060643
- Virtual International Authority File: 96090426
- WorldCat: E39PBJdGGgVbfPM4K9jhBQwDMP